# Целинный (Ростовская область)
Цели́нный — хутор в Зерноградском районе Ростовской области России.
Входит в состав Конзаводского сельского поселения.

## Население
| 2010 |
| ---- |
| 110  |

## Улицы
- ул. Садовая,
- ул. Степная,
- ул. Целинная.